# Wip (speeltoestel)

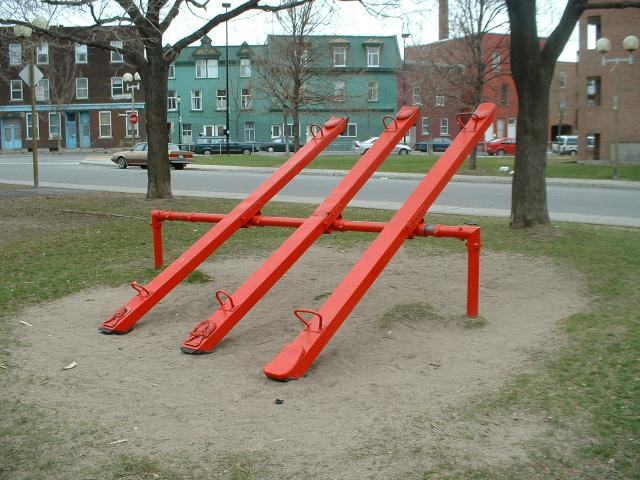
Drie wippen.

Een wip (ook wipplank of wipwap) is een speeltoestel.
Het bestaat uit een lange balk die in het midden scharnierend is opgehangen. Aan beide zijden bevindt zich een zitplaats. Door hierop plaats te nemen en zich af te zetten, gaat een kant omhoog. Op het hoogste punt zet degene op de andere kant, die zich op dat moment op het laagste punt bevindt, zich af. Het speeltoestel beweegt op deze wijze op en neer, hetgeen "wippen" wordt genoemd.
Dit wordt gerekend tot het kinderspel.
In de middeleeuwen werd een wip in o.a. Soest (Duitsland) gebruikt bij het bestraffen van kruimeldieven. De veroordeelde werd kaalgeschoren en moest een aan de rand van een vijver of rivier opgestelde, van traptreden voorziene, wip oplopen. Daarbij kantelde de wip uiteraard en belandde de gestrafte in het water. Onder de hoon en spot van de omstanders moest hij dan weer proberen, op het droge te komen. 
Een wip kan ook als een soort "katapult" worden gebruikt. Hierbij legt men op het laagste uiteinde een voorwerp neer. Als men dan springt op het hoogste uiteinde, kantelt de wip en wordt het voorwerp weggeslingerd. 